# 9 Brygada Artylerii Przeciwpancernej
9 Drezdeńska Brygada Artylerii Przeciwpancernej (9 BAPpanc) – związek taktyczny artylerii przeciwpancernej ludowego Wojska Polskiego.
Brygada została sformowana latem 1944 w rejonie Chełma na podstawie rozkazu ND WP z dnia 20 sierpnia 1944. W październiku brygada weszła w skład 2 Armii WP.
19 sierpnia 1945 brygada otrzymała nazwę wyróżniającą „Drezdeńska”. Po zakończeniu działań wojennych stacjonowała w rejonie Śremu. Tam otrzymała sztandar ufundowany przez społeczeństwo Śremu.
Brygada została rozformowana w terminie do 30 września 1945. Na jej bazie został zorganizowany 55 pułk artylerii lekkiej oraz cztery dywizjony artylerii przeciwpancernej dla dywizji piechoty.
4 maja 1967 55 Drezdeński pułk artylerii przyjął dziedzictwo tradycji i numer 9 BAPpanc.

## Formowanie i szkolenie
20.08.1944 rozkaz nr 8/Org o sformowaniu jednostki
10.10.1944 rozkaz nr 29/Org o włączeniu w skład 2 Armii WP
31.10.1944 zaprzysiężenie brygady w Chełmie
Oficerowie rekrutowani byli na wyzwolonych terenach. Wobec braku kadr (niewola niemiecka, zbrodnia katyńska, PSZ), polscy oficerowie byli uzupełniani kadrami z Armii Czerwonej. Brygada cierpiała też na brak wykształconej kadry podoficerów. Braki te stopniowo likwidowano przez szkolenie nowej kadry z wyróżniających się rekrutów.
Szeregowi pochodzili głównie z poboru z Ziemi Chełmskiej i nie mieli przedtem styczności z artylerią.
4.09.1944 został wydany rozkaz nr 01 polecający rozpocząć szkolenie od 15 września z zakończeniem do 30 listopada. Celem szkolenia było przygotowanie pułków do walki z bronią pancerną i wsparcie piechoty w formie przeciwpancernego rejonu obronnego. Codzienne szkolenie trwało po 12 godzin, w trudnych warunkach bytowych i przy braku sprzętu. Równolegle oficerowie byli dokształcani w ramach grup szkoleniowych.

## Struktura organizacyjna brygady

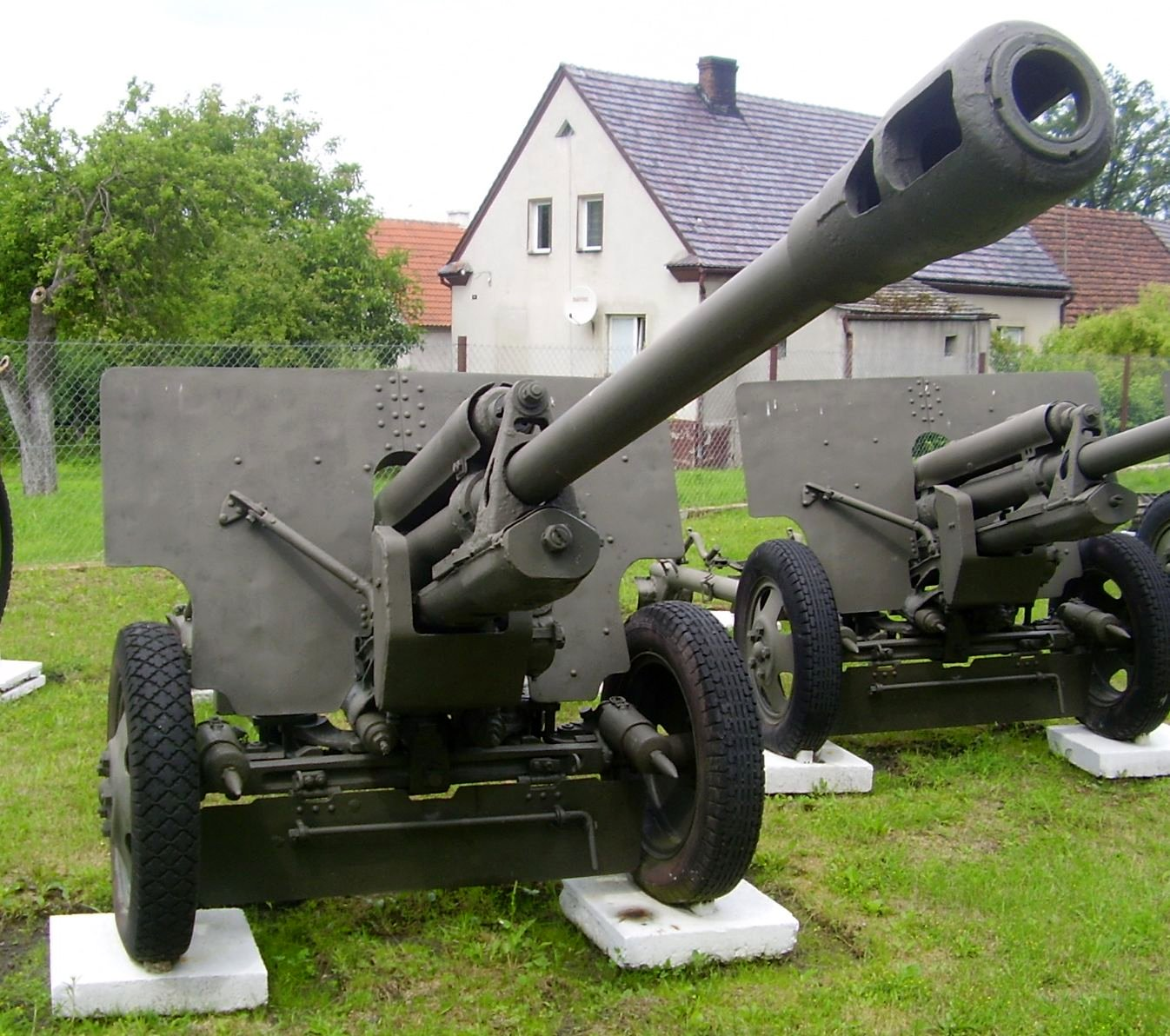
76 mm armata dywizyjna wz. 1942

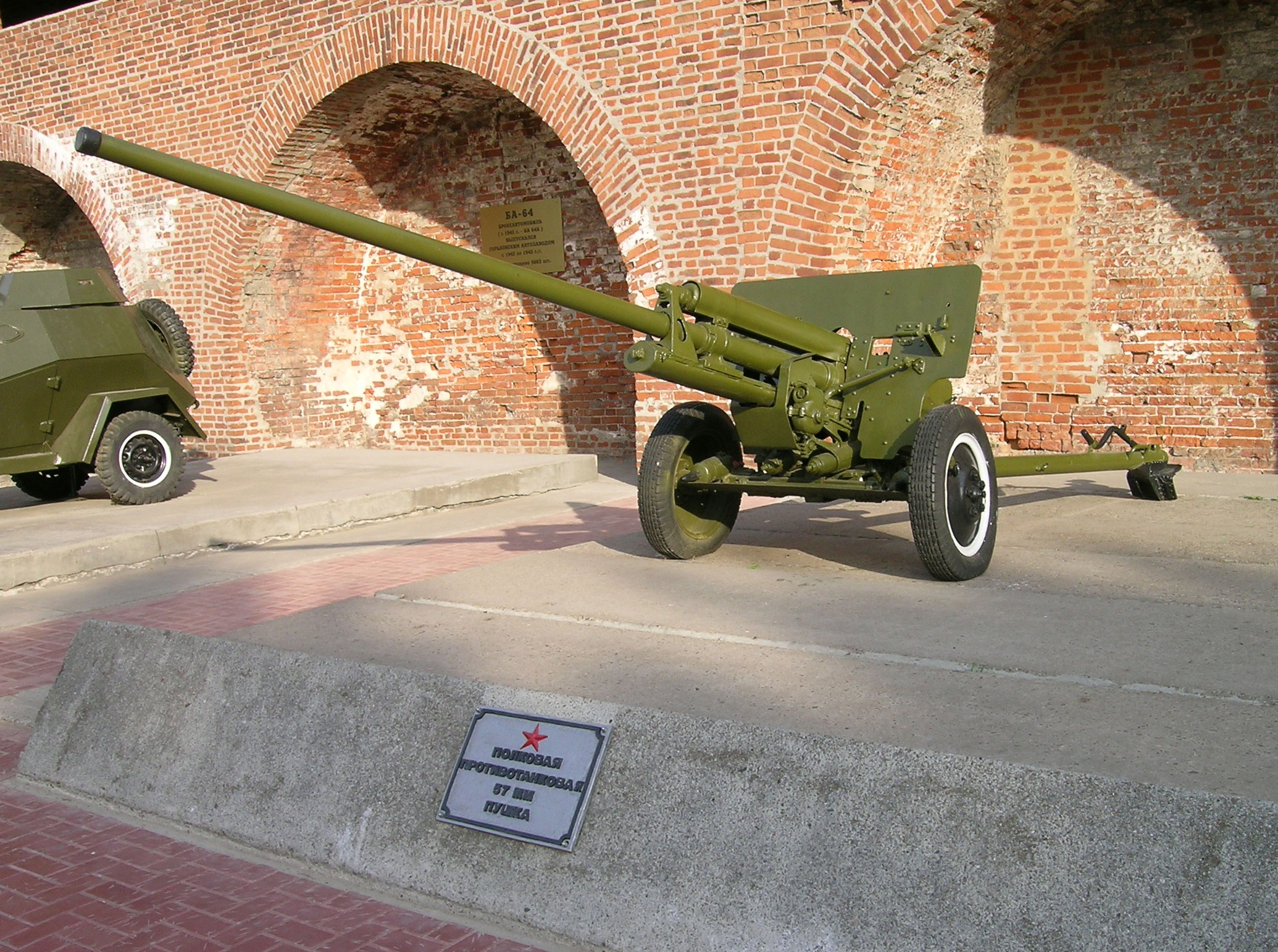
57 mm armata ppanc wz. 1943

- Dowództwo 9 Drezdeńskiej Brygady Artylerii Przeciwpancernej[3] :
  - dowódca brygady – płk F.N.Skugarewski
  - zastępca dowódcy do spraw polityczno-wychowawczych – mjr Z.Z.Radzikowski
  - pomocnik dcy ds. technicznych – kpt I.N.Torochin
  - adiutant dcy – ppor D.J.Kołtunow
  - szef sztabu brygady ppłk A.F.Poliszczuk
  - zastępca szefa sztabu – mjr J.A.Nikitin (do 29.01.1945)
  - zca szefa sztabu – kpt M.N.Murzin (od 29.01.1945)
  - kwatermistrz – ppłk N.M.Masłowski

Oddziały
- 53 pułk artylerii przeciwpancernej
- 56 pułk artylerii przeciwpancernej
- 72 pułk artylerii przeciwpancernej
- 11 park artylerii
- bateria dowodzenia 9 BAPpanc

Etat przewidywał 1439 żołnierzy. Każdy z trzech pułków artylerii przeciwpancernej posiadał w swoim składzie dowództwo, kwatermistrzostwo, pluton dowodzenia, pluton parkowy, pluton gospodarczy i warsztat puszkarsko-rusznikarski oraz sześć baterii przeciwpancernych. Każda z baterii miała pluton dowodzenia i dwa plutony ogniowe po dwa działony.
Uzbrojenie
Na uzbrojeniu brygady znajdowały się:
- 24 x 76 mm armaty dywizyjne (ZiS-3), tylko 53 ppanc
- 48 x 57 mm armaty przeciwpancerne wz. 1943 (ZiS-2), tylko 56 i 72 ppanc
- 72 x rusznice przeciwpancerne
- 36 x ciężkich karabinów maszynowych

## Działania bojowe
Brygada przeznaczona była do wsparcia działań ofensywnych na szczeblu dywizji piechoty. Organizacyjnie podporządkowana była Dowództwu Artylerii 2 Armii WP, która przydzielała ją do dyspozycji dywizji piechoty w zależności od potrzeb operacyjnych. Dawało to możliwość koncentracji dużej siły ognia przy przełamywaniu linii obronnych przeciwnika przez DP poprzez zmasowaną nawałę ogniową, za którą szło niszczenie ujawniających się punktów oporu. W czasie działań baterie często zmieniały pozycje by utrudnić ich lokalizację jak również by zapewniać bliskie wsparcie posuwającym się oddziałom DP. Dysponując dużą siłą ognia, była jw stanie powstrzymywać silne ataki piechoty wspartej bronią pancerną i w razie potrzeby osłaniać odwrót jednostek piechoty czy też swój własny. W czasie walk i postoju, oddziały formowały przeciwpancerny rejon obronny, by być w stanie udzielić wsparcia piechocie i bronić swoich pozycji w wypadku ataku nieprzyjaciela. W trakcie przemarszu, po dokonanej koncentracji, dowództwo brygady posuwało się na czele jednostki, a za nimi przemieszczały się kolejne pułki. W czasie zmiany miejsca postoju, zwłaszcza przy przemieszczaniu się przez słabo rozpoznane lub nieokupowane przez piechotę tereny, posuwające się kolumny były podatne na ataki nieprzyjaciela. Jednostka nie posiadała własnej obrony przeciwlotniczej – przemarsze odbywały się głównie nocą, przy zaciemnieniu.
9 BAP, w ramach 2 Armii WP, początkowo przewidziana była do działań na Pomorzu Zachodnim. Przemarsz do frontu w okresie lutego – marca odbywał się w warunkach ostrej zimy – przy trwających mrozach i zamieciach śnieżnych przez Mazowsze na Pomorze Zachodnie.
W trakcie postoju w Wionczynie odbyło się ostre strzelanie szkolne do znalezionego czołgu PzKpfw VI Tiger, pokazując skuteczność używanej broni.
Wobec ustania walk na Pomorzu, 2AWP została przeznaczona do działań na Dolnym Śląsku, a następnie do wsparcia ofensywy nad Nysą Łużycką. 9 BAP przeszła w ten rejon w marcu–kwietniu 1945. Przemarsze były dokonywane nocą, przy całkowitym zaciemnieniu. W sumie pokonano odległość około 1100 km.
16.04.1945 brygada forsowała Nysę Łużycką. Wspierała ogniem działania 8 DP. 53 ppanc współdziałał z 36 pułkiem piechoty, 56 ppanc z 34 pp, 72 ppanc z 32 pp. Po nawale ogniowej i zniszczeniu punktów oporu, jednostki przeprawiły się na drugi brzeg za postępującymi oddziałami piechoty.
17 kwietnia 1945 wspierała piechotę 8 DP w ofensywie w kierunku na Niska i przeprawiła się przez Weisser Schöps i kanał Neugraben.
18 kwietnia 8 DP wspierana przez 9 BAP zajęła rubież Quitzdorf – Kaana, odpierając silne ataki nieprzyjaciela idące z południa, lewej flanki kierunku działania 8DP. Ataki te były początkiem kontrofensywy niemieckiej idącej na odsiecz Berlinowi.
19 kwietnia 4 bateria 56 pappanc stoczyła nocny bój z atakującymi czołgami wspartymi piechotą.
20 kwietnia  9 BAP otrzymała rozkaz podporządkowujący ją 9 DP. Realizacja rozkazu wymagała ześrodkowania w okolicach Niska i przemarszu w 21 kwietnia około 30 km na zachód przez niedostatecznie rozpoznane tereny. W czasie przemarszu, oddziały 53 ppanc zostały zaatakowane pod Diehse co doprowadziło do odcięcia baterii 3-6 od dowództwa pułku z bateriami 1,2. Odcięte oddziały po rozwinięciu się pod ogniem n-pla odparły serie ataków piechoty wspartej czołgami. Tego samego dnia, baterie zostały powtórnie zaatakowane pod Sproitz. Odcięte od dowództwa oddziały dołączyły do reszty pułku dopiero 30.04. W tym okresie baterie te współpracowały z Armią Czerwoną przy odparciu kontrofensywy niemieckiej, w kierunku na Budziszyn.
Reszta brygady kontynuowała przemarsz do 9 DP, do której dołączyła 22 kwietnia w okolicy Schwarze Elster.
23 kwietnia 8 DP i 9DP będąc odcięte od reszty 2 Armii WP, przeszły do obrony w okolicach Pulsnitz. W tych warunkach 9 BAP sformowała rubież obronną dla wsparcia obu DP. Wobec odcięcia od zaplecza oddziały nie otrzymały uzupełnień amunicji i materiałów pędnych.
W dniach 23–26 kwietnia 9 BAP wspierała obronę 8 i 9 DP w regionie Pulsnitz - Großröhrsdorf przed skoncentrowanymi atakami sił niemieckich. Wobec częściowego załamania się obrony, brygada wycofała się osłaniając odwrót DP i ponosząc znaczne straty w ludziach i sprzęcie.
26-29 kwietnia wraz z 9 DP 9 BAP przebijała się w ciężkich walkach w kierunku na północny – wschód przez Elstra, Kuckau. Wspierała ataki piechoty niszcząc punkty oporu, bądź też odpierała ataki wojsk pancernych nacierających w pościgu na 9 DP. Pozwoliło to na wyrwanie się z okrążenia i uniknięcie rozbicia jednostek WP. Zniszczona została znaczna część sprzętu pancernego atakującego przeciwnika, przy dużych stratach własnych (180 zabitych lub zaginionych w okresie 23–29.04) i utracie znacznej części sprzętu.
29 kwietnia oddziały 9 DP i 9 BAP dotarły w okolicach Königswartha (Rakecy)/Wartha do rubieży 14 DP gwardii wychodząc ze stanu zagrożenia.
1 maja 9 BAP przeszła w okolice Spreefurt, jako odwód przeciwpancerny 2 Armii WP, organizując przeciwpancerny rejon obronny wokół tej miejscowości. Otrzymała tam zaopatrzenie w amunicje i materiały pędne.
5 maja Brygada otrzymała rozkaz przejścia do Schönau by wziąć udział w zaplanowanym na 7.05 natarciu w ramach operacji praskiej. Jednostka stanowiła odwód przeciwpancerny 2 Armii; jedynie w okresie przygotowywania artyleryjskiego miała wspierać natarcie 9 DP.
7 maja, wobec wycofania się nieprzyjaciela, cały związek 2 Armii przeszedł w pościg za odchodzącym wrogiem. Brygada nie prowadziła ognia, posuwając się za oddziałami 9 DP.
Szlak bojowy 9 Brygada Artylerii Przeciwpancernej zakończyła 10 maja w miejscowości Karavare, Czechy.
W okresie ciągłych walk 16-30 maja 9 BAP spełniła wyznaczone jej zadania wspierając 8 i 9 DP zarówno w działaniach ofensywnych jak i obronnych. Wchodzące w jej skład pułki zniszczyły znaczną część sprzętu pancernego wroga (40 czołgów i dział pancernych, 19 dział, 10 baterii moździerzy, 67 ckm) za cenę jednak znacznych strat własnych: około 240 zabitych i zaginionych oraz 200 rannych, spośród 1679 osób według stanu z 16 maja Stosunkowo duże były straty sprzętu zrozumiałe przy nieustannie toczonych walkach – pozostało 18 z 48 dział 57 mm i 23 z 30 dział 76 mm oraz 110 ze 173 pojazdów taboru samochodowego .
Na podkreślenie zasługuje dobry poziom dowodzenia i wyszkolenia jednostki – zarówno w działaniach ofensywnych czy obronnych. Przykładem może być wspieranie 8 DP przy forsowaniu Nysy Łużyckiej czy otwieraniu drogi jednostkom 9 DP w bitwach pod Elstra i Kuckau by zapobiec okrążeniu zgrupowania. Podobnie w działaniach obronnych – jak na przykład w bitwie pod Diehse, gdzie zaatakowana została przemieszczająca się kolumna 53 ppanc czy też osłona odwrotu spod Großröhrsdorf, gdzie 56 i 72 ppanc do końca osłaniały odwrót 9 DP, za cenę dużych strat osobowych i utraty większości sprzętu.
|  |  |  |  |  |

Odznaczeni Srebrnym Krzyżem Orderu Virtuti Militari 
1. plut. Stefan Antonow
2. kpr. Henryk Grzechnik
3. chor. Genadij Klimko
4. kpt. Ludomir Kościesza-Wolski
5. kpr. Wincenty Potapowicz
6. kpt. Michał Rosłakow
7. ogn. Stanisław Wanarski